# Mextenis Leon Open 2023
Il Mextenis Leon Open 2023 è stato un torneo maschile di tennis giocato sul cemento. È stata la 18ª edizione del torneo, facente parte della categoria Challenger 75 nell'ambito dell'ATP Challenger Tour 2023. Si è giocato al Club Campestre de León di León, in Messico, dal 10 al 16 aprile 2023.

## Partecipanti

### Teste di serie
| Nazionalità | Giocatore              | Ranking* | Testa di serie |
| ----------- | ---------------------- | -------- | -------------- |
| Australia   | James Duckworth        | 110      | 1              |
| Argentina   | Facundo Bagnis         | 113      | 2              |
| Svizzera    | Antoine Bellier        | 170      | 3              |
| Argentina   | Renzo Olivo            | 190      | 4              |
| Francia     | Antoine Escoffier      | 197      | 5              |
| Argentina   | Thiago Agustín Tirante | 199      | 6              |
| Austria     | Maximilian Neuchrist   | 206      | 7              |
| Argentina   | Juan Pablo Ficovich    | 223      | 8              |

* Ranking al 3 aprile 2023.

### Altri partecipanti
I seguenti giocatori hanno ricevuto una wild card per il tabellone principale:
- Facundo Bagnis
- Rodrigo Pacheco Méndez
- Alan Fernando Rubio Fierros

I seguenti giocatori sono entrati in tabellone come alternate:
- Vitaliy Sachko
- Denis Yevseyev

I seguenti giocatori sono passati dalle qualificazioni:
- Nick Chappell
- Jason Jung
- Christian Langmo
- Benjamin Lock
- Giovanni Mpetshi Perricard
- Adam Walton

## Punti e montepremi
| Torneo    | Torneo              | V      | F     | SF    | QF    | 2T    | 1T  | Q | Q2  | Q1  |
| Singolare | Punti               | 75     | 50    | 30    | 16    | 7     | 0   | 4 | 2   | 0   |
| Singolare | Premi in denaro ($) | 10,840 | 6,355 | 3,780 | 2,200 | 1,300 | 780 | – | 390 | 200 |
| Doppio    | Punti               | 75     | 50    | 30    | 16    | –     | 0   | – | –   | –   |
| Doppio    | Premi in denaro ($) | 4,645  | 2,700 | 1,630 | 965   | –     | 545 | – | –   | –   |

## Campioni

### Singolare
Giovanni Mpetshi Perricard ha sconfitto in finale  Juan Pablo Ficovich con il punteggio di 6(5)–7, 7–6(6), 7–6(3).

### Doppio
Aziz Dougaz /  Antoine Escoffier hanno sconfitto in finale  Maximilian Neuchrist /  Michail Pervolarakis con il punteggio di 7–6(5), 3–6, [10–5].